# 若櫻町
若櫻町（日语：／ Wakasa chō */?）是位于日本鳥取縣東南端的一個城鎮。轄區位於山區，境內多為森林地，與兵庫縣邊界相接的冰之山為夏季登山、冬季滑雪的知名景點。

## 人口
| 若櫻町人口分布圖 |                                               |  |
| 若櫻町與日本全國年齡別人口分布比較圖 （2005年資料） | 若櫻町的年齡、男女別人口分布圖 （2005年資料） |  |
| ■紫色是若櫻町 ■綠色是全国 | ■藍色是男性 ■紅色是女性                       |  |
| 若櫻町人口變化 \| 1970年 \| 7,443人 \| \| \| 1975年 \| 6,989人 \| \| \| 1980年 \| 6,633人 \| \| \| 1985年 \| 6,337人 \| \| \| 1990年 \| 6,004人 \| \| \| 1995年 \| 5,548人 \| \| \| 2000年 \| 4,998人 \| \| \| 2005年 \| 4,378人 \| \| \| 2010年 \| 3,873人 \| \| \| 2015年 \| 3,269人 \| \| \| 2020年 \| 2,864人 \| \| |                                               |  |
| 資料來源：日本總務省統計中心提供之人口普查數據 |                                               |  |
| 1970年 | 7,443人                                       |  |
| 1975年 | 6,989人                                       |  |
| 1980年 | 6,633人                                       |  |
| 1985年 | 6,337人                                       |  |
| 1990年 | 6,004人                                       |  |
| 1995年 | 5,548人                                       |  |
| 2000年 | 4,998人                                       |  |
| 2005年 | 4,378人                                       |  |
| 2010年 | 3,873人                                       |  |
| 2015年 | 3,269人                                       |  |
| 2020年 | 2,864人                                       |  |

## 歷史

### 年表
- 1889年10月1日：實施町村制，現在的轄區在當時分屬：八東郡若櫻村、赤松村、菅野村、池田村。
- 1896年3月29日：八東郡和八上郡、智頭郡合併為八頭郡。
- 1909年4月1日：若櫻村、赤松村、菅野村合併為若櫻町。
- 1954年3月1日：若櫻町和池田村合併為新設制的若櫻町。

### 變遷表
| 1889年10月1日 | 1889年 - 1926年     | 1926年 - 1954年     | 1955年 - 1988年     | 1989年 - 現在       | 現在                |
| ------------- | ------------------- | ------------------- | ------------------- | ------------------- | ------------------- |
| 若櫻村        | 1909年4月1日 若櫻町 | 1954年3月1日 若櫻町 | 1954年3月1日 若櫻町 | 1954年3月1日 若櫻町 | 1954年3月1日 若櫻町 |
| 赤松村        | 1909年4月1日 若櫻町 | 1954年3月1日 若櫻町 | 1954年3月1日 若櫻町 | 1954年3月1日 若櫻町 | 1954年3月1日 若櫻町 |
| 菅野村        | 1909年4月1日 若櫻町 | 1954年3月1日 若櫻町 | 1954年3月1日 若櫻町 | 1954年3月1日 若櫻町 | 1954年3月1日 若櫻町 |
| 池田村        |                     | 1954年3月1日 若櫻町 | 1954年3月1日 若櫻町 | 1954年3月1日 若櫻町 | 1954年3月1日 若櫻町 |

## 交通

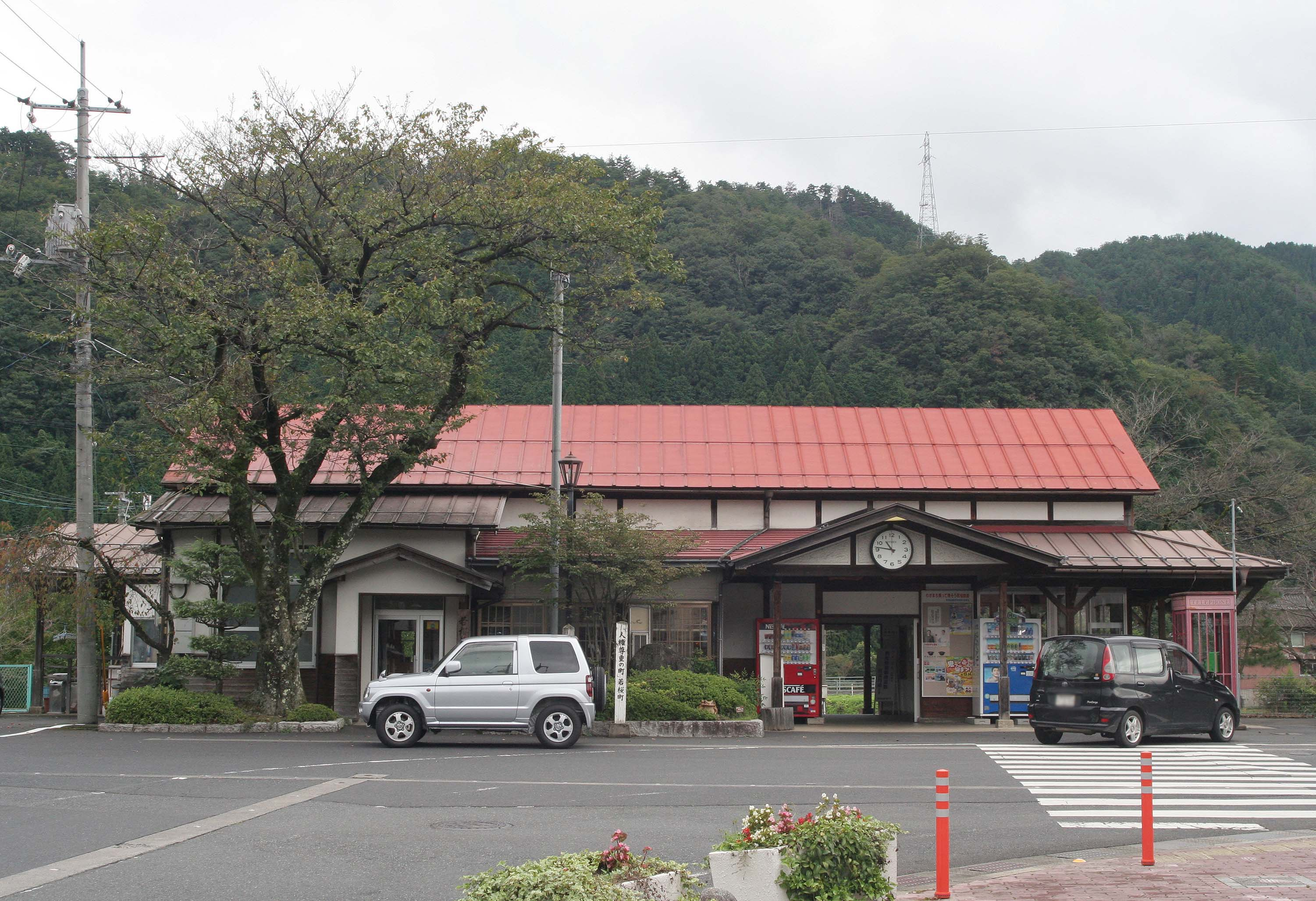
若櫻車站

### 鐵路
- 若櫻鐵道
  - 若櫻線：（八頭町） - 若櫻車站

## 觀光資源

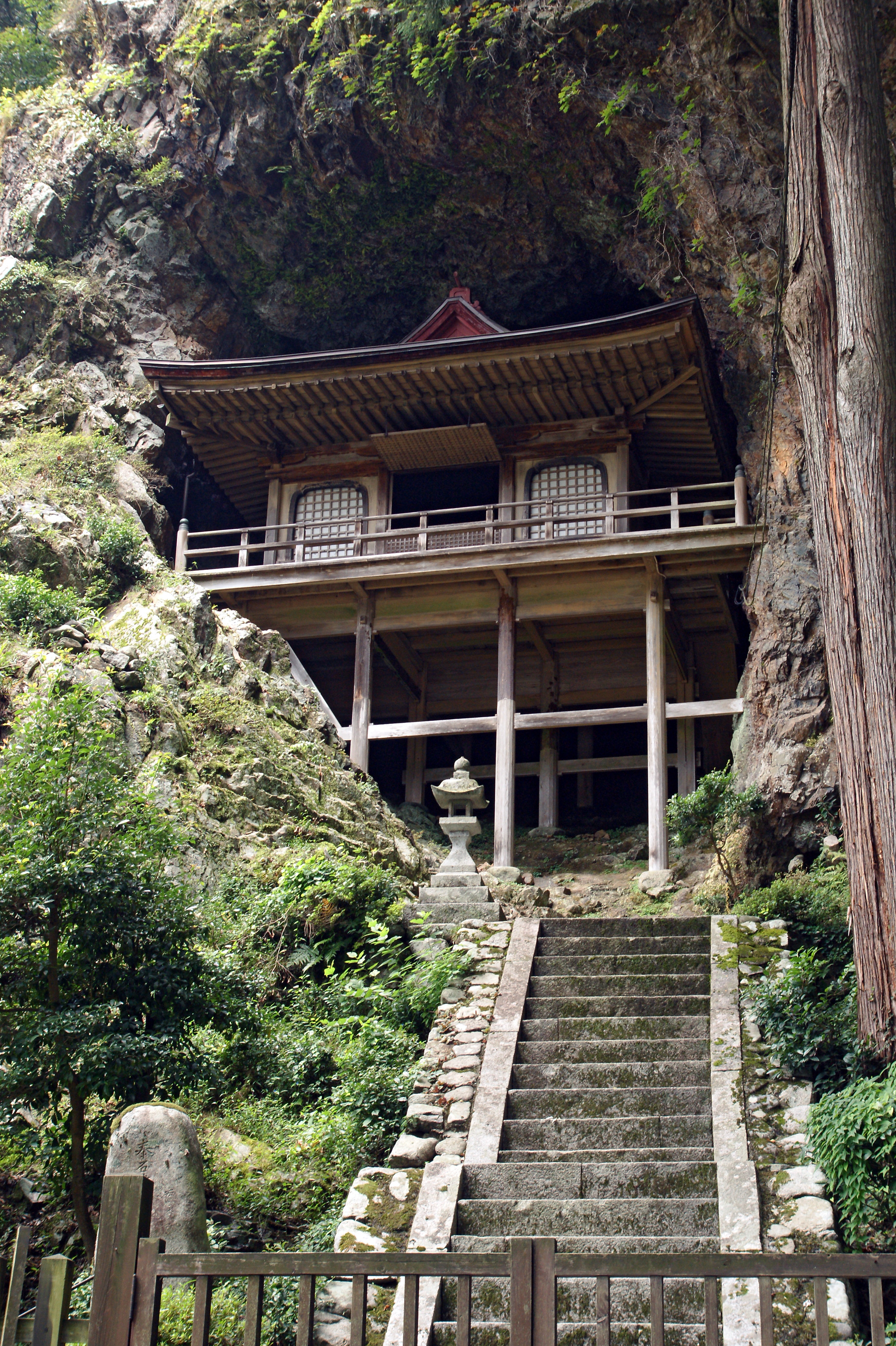
不動院岩屋堂

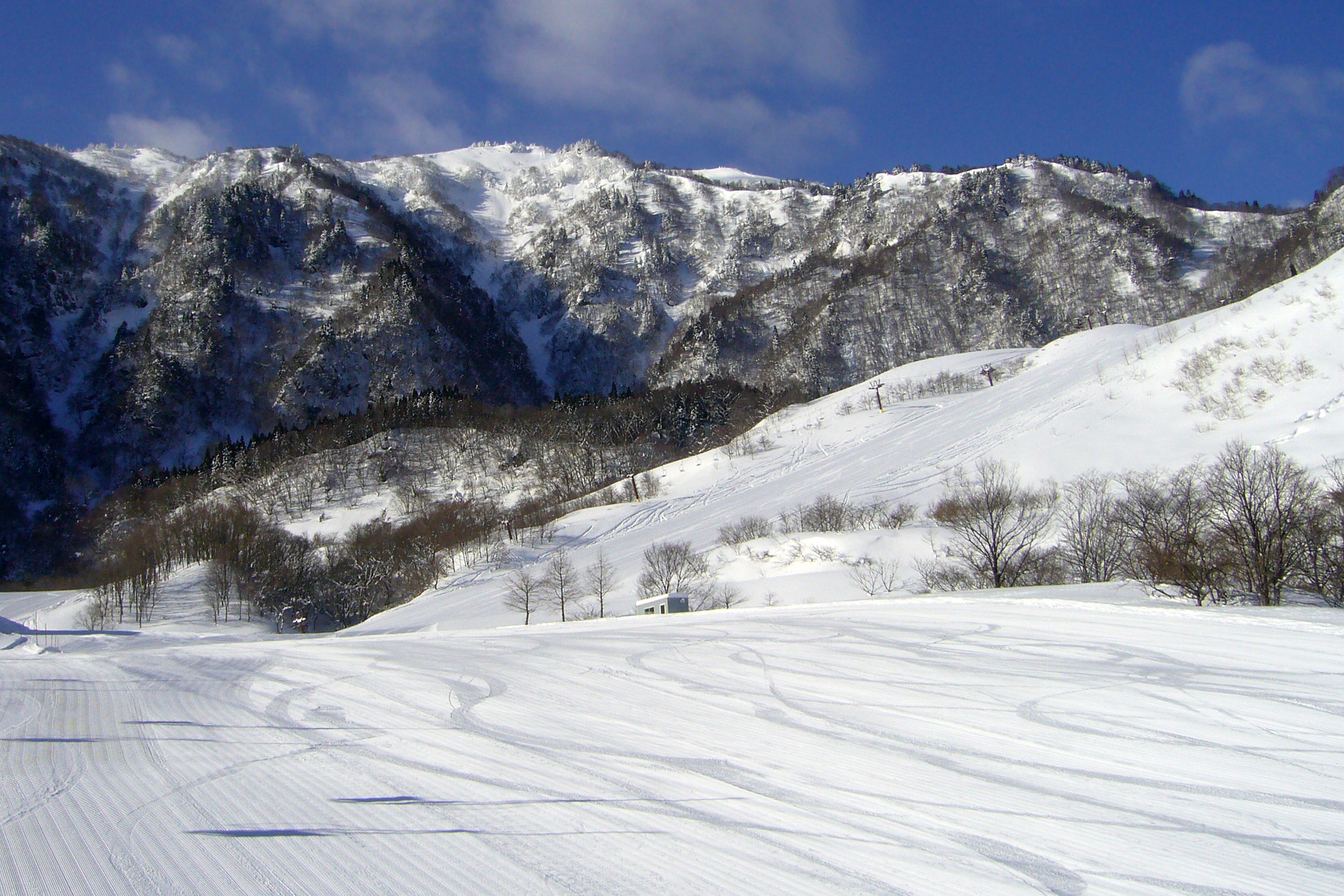
冰之山

- 若櫻宿
- 若櫻鬼城
- 若櫻神社
- 若櫻辯財天
- 不動院岩屋堂
- 舂米梯田：日本梯田百選
- 若櫻冰之山露營場
- 若櫻冰之山滑雪場
- 冰之山

## 外部連結
- （日語） 若櫻町觀光協會 （页面存档备份，存于）
- （日語） 若櫻町商工會
- （日語） 若櫻鐵道株式會社 （页面存档备份，存于）